# Abbazia di Vestervig
L'abbazia di Vestervig, nota anche come chiesa di Vestervig, venne fondata intorno al 1059 divenendo una delle più antiche della Danimarca ed aveva sede a Vestervig, Thisted, nell'estremo nord dello Jutland.

## Storia
Vestervig si trova all'interno del Limfjord vicino alla costa occidentale dove il Limfjord incontra il mare del Nord. Vi sono molte baie (in danese, vig) che si dipartono dal canale principale del Limfjord e Vestervig era un importante mercato ai tempi dei Vichinghi.
Intorno al 1030 San Thøger si stabilì a Vestervig e costruì la prima chiesa in argilla con costruzione a graticcio nella Contea di Thy  (ora Thisted). Thøger (o Theodgar) era un missionario della Turingia che viveva in Inghilterra, quando Olaf II giunse al comando di una spedizione vichinga. Gli ottimi sermoni di Thøger gli valsero un invito ad andare in Norvegia con Olav come suo cappellano personale. Thøger, anche se giovane, aveva la reputazione di essere in grado di guarire i malati e divenne il consigliere personale di Olaf II. Quando Olaf venne cacciato dalla Norvegia nel 1028, Thøger andò con il re verso est in Svezia e poi a Kiev. Olaf tornò in Norvegia nel 1030, sollevò un esercito e cercò di risalire sul trono. Venne ucciso nella battaglia di Stiklestad il 29 luglio 1030. Olaf venne canonizzato localmente come San Olaf. Thøger fuggì dalla Norvegia e si stabilì a Vestervig ed iniziò ad insegnare il cristianesimo alla gente del posto ma senza molto successo.
Una notte dormì per terra nella piazza del mercato Vestervig e la mattina successiva si mise a scorrere una sorgente dal luogo in cui aveva appoggiato la testa. I danesi considerarono il fatto miracoloso e presto Thøger poté costituire la sua congregazione. Venne costruita una chiesa vicino alla sorgente e anche nel XIX secolo la gente continuava a bere l'acqua dalla sorgente nella speranza di curare le malattie. Non c'era bisogno di visitare la sorgente di persona, se la salute lo impediva, bastava solo berne l'acqua.
Un giorno Thøger visitò una fattoria nelle vicinanze, chiamata Randrupgård, dove incontrò un uomo che stava sulla porta lamentarsi della sua sfortuna con il bestiame. Thøger rispose: "Metti la croce di Cristo, dove nessuno si è fermato prima d'ora, e vedrai che la tua fortuna migliorerà!" Subito sgorgò dal terreno una sorgente e la gente accorreva per le sue proprietà rigeneranti. Poco dopo venne innalzata una croce sul sito.
Dopo la sua morte, avvenuta il 24 giugno 1067, una delegazione di Vestervig si recò dal Vescovo di Albrik a Viborg per proporre la beatificazione di Thøger. In un primo momento il vescovo era scettico, ma in seguito si convinse e approvò il processo attraverso il quale Thøger venne dichiarato santo locale. (Questo accadeva prima che i santi fossero approvati dalla curia di Roma). Re Sweyn II di Danimarca contestò il fatto poiché Thøger era stato un consigliere vicino al suo vecchio nemico Olav II. Il 30 ottobre 1117 i resti di Thøger vennero spostati all'interno della chiesa per la venerazione dei fedeli. Ma la storia non finisce qui, Thøger apparve al sacerdote della chiesa la notte della sua translazione nella chiesa, trascinando una gamba. Egli spiegò che uno delle sue ossa non era stato incluso nel reliquiario, ma era ancora sepolto nella tomba. La mattina dopo venne aperta e, come Thøger aveva detto, venne trovata un osso della gamba. Venne ripulito e messo all'interno del reliquiario e Thøger non si fece più sentire dal prete.
La chiesa abbaziale e la chiesa di Vestervig con la fonte sacra vennero entrambe dedicate a San Thøger e divennero importanti a livello locale come luoghi di pellegrinaggio. La fama di Thøger come guaritore si diffuse presto ben oltre la regione di Thy.
Vestervig divenne la sede del Vescovo di Vestervig (poi Borglum) nel 1059 quando Vendsyssel (Jutland sopra il fiordo di Lim) venne creata diocesi dopo la morte del vescovo Val. Thøger venne dichiarato santo patrono della diocesi.
Il canonici agostiniani che si stabilirono a Vestervig non oltre il 1140, furono fondamentali per la creazione dell'Abbazia di Borglum che in seguito soppiantò Vestervig come sede della diocesi. Probabilmente erano immigrati provenienti dall'Inghilterra. L'estremità occidentale del Limfjord era stata riempita rendendo impossibile, per le navi a vela, raggiungere il fiordo dal Mare del Nord. Il commercio internazionale praticamente si bloccò e la motivazione del trasferimento della sede a Borglum può essere stata la maggior facilità di accedere alla costa.
Gli agostiniani non erano normali monaci. Erano sacerdoti che avevano accettato i voti di povertà, castità e obbedienza. Vivevano in modo semplice e il loro lavoro era l'insegnamento, l'aiuto ai poveri e ai malati, predicazione della parola di Dio, e le funzioni religiose con la preghiera e il canto. Il loro abito era semplice, bianco e con un grembiule nero o scapolare.
Essi costruirono una nuova chiesa, nel XIII secolo, con grandi mattoni rossi, il materiale da costruzione più comune del tempo.
La leggenda vuole che uno dei canonici di Vestervig avesse rapito la moglie di un agricoltore locale. La moglie fuggì e tornò di corsa a casa per dire a suo marito del rapimento. Il contadino afferrò una scure e si diresse verso l'abbazia, trovò il canonico in preghiera nella chiesa e lo colpì con un colpo così forte che gli schizzi di sangue caddero sul pavimento della chiesa. Le macchie di sangue rimasero sul pavimento della chiesa e anche quando il pavimento venne sostituito, riapparivano nei momenti di maggior difficoltà per la regione.
C'era un convento di suore a Kappel vicino Vestervig, e si diceva che i monaci avessero costruito un tunnel che andava dall'abbazia al monastero, in modo che i canonici potessero andare avanti e indietro senza essere visti. Storie locali citano il ritrovamento di pezzi di muratura sotto i campi tra l'abbazia e il convento di Kappel come prova dell'esistenza del tunnel, ma non sono stati intrapresi scavi sistematici per dimostrare o confutare la vecchia storia.

## Riforma luterana
L'abbazia venne chiusa nel 1536, quando la Danimarca divenne ufficialmente luterana. I monaci divennero residenti locali o lasciarono il paese, forse spostandosi a sud verso la Germania. L'abbazia divenne proprietà della corona e le proprietà che nel corso degli anni erano diventate parte dell'abbazia vennero vendute o cedute in affitto. Diversi proprietari terrieri acquistarono o ereditarono la proprietà da quel momento.
La maggior parte dell'abbazia fu distrutta da un incendio nel 1703. La storia racconta che una nave arenata sulla costa alla vigilia di Natale e Peder Møldrup, l'avaro proprietario degli edifici dell'abbazia, prese la maggior parte del contenuto del relitto. Dato che gli oggetti di valore vennero presi con la forza, il capitano sbottò "se la vostra vigilia di Natale è così terribile, il nuovo anno sarà peggio." Un foglio di carta trovato sulla spiaggia era stato appeso nel magazzino ad asciugare. La moglie di Møldrup era andata a controllarlo la notte di Capodanno, e la fiamma della candela incendiò la carta mandando a fuoco gli edifici della vecchia abbazia, ad eccezione della chiesa. La profezia del capitano si era avverata.
Dopo la distruzione della chiesa di san Thøger nel 1752, la chiesa dell'abbazia divenne la parrocchia di Vestervig. Il campanile aveva due campane ancora in uso dai tempi dell'abbazia: una fusa da Sven Andersen nel 1513 e l'altra da un costruttore di campane sconosciuto del XV secolo.